# IC 1669
IC 1669 је спирална галаксија у сазвјежђу Рибе која се налази на листи објеката дубоког неба у Индекс каталогу.
Деклинација објекта је + 33° 11' 2" а ректасцензија 1h 20m 6,9s. Привидна величина (магнитуда) објекта IC 1669 износи 14,8 а фотографска магнитуда 15,6. Налази се на удаљености од 59,843 милиона парсека од Сунца. IC 1669 је још познат и под ознакама CGCG 502-32, PGC 4802.